# Phalangerinae
I Falangerini (Phalangerinae Thomas, 1888) sono una delle due sottofamiglie in cui viene suddivisa la superfamiglia dei Falangeroidei. Comprende in tutto 24 specie, suddivise in due tribù, i Phalangerini e i Trichosurini.

## Descrizione
I Falangerini hanno una struttura molto tozza; il capo è corto, con il muso appuntito; la coda è rivestita di peli in maniera non uniforme; la parte inferiore ne è spesso priva ed è indurita in rapporto alla funzione prensile.

## Tassonomia
- Tribù Phalangerini
  - Genere Phalanger (13 specie)
  - Genere Spilocuscus (5 specie)
- Tribù Trichosurini
  - Genere Strigocuscus (2 specie)
  - Genere Trichosurus (3 specie)
  - Genere Wyulda (1 specie)